# أنتال كيس
أنتال كيس (بالمجرية: Kiss Antal)‏ هو منافس ألعاب قوى مجري، ولد في 30 ديسمبر 1935 في ديونديوش ‏ في المجر وتوفي 8 أبريل 2021.

## وصلات خارجية
- أنتال كيس على موقع الاتحاد الدولي لألعاب القوى (الإنجليزية)
- أنتال كيس على موقع اللجنة الأولمبية الدولية (الإنجليزية)
- أنتال كيس على موقع أوليمبيديا (الإنجليزية)
- أنتال كيس على موقع اللجنة الأولمبية المجرية (الهنغارية)